# جاده ئی۴۵ اروپا

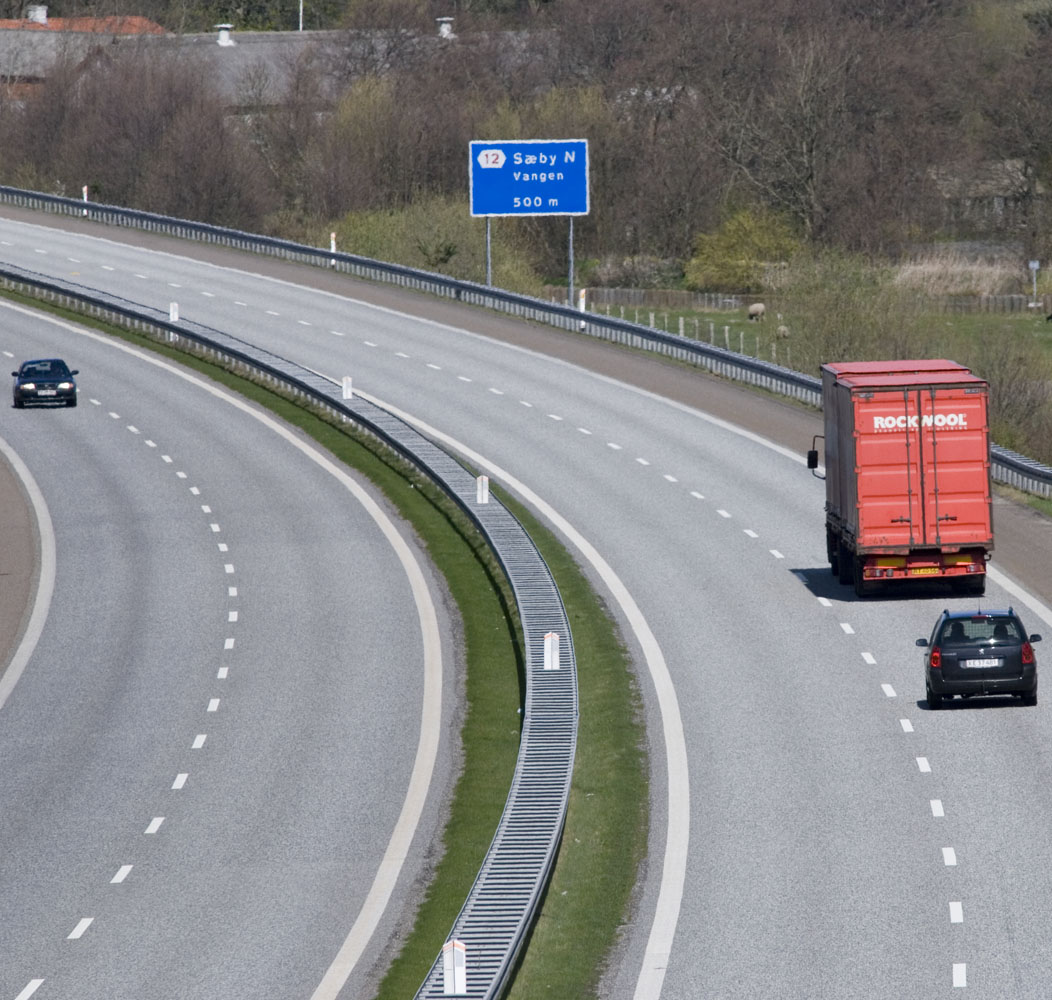
جاده ئی۴۵ اروپا در دانمارک

جاده ئی۴۵ اروپا (به انگلیسی: European route E45) یکی از جاده‌های اصلی قاره اروپا است.
این جاده که از شهر کارسواندو (سوئد) شروع شده، در شهر گلا (ایتالیا) به پایان میرسد و مسافت آن ۵۲۶۳ کیلومتر است.